# Лаупахоехое (Гаваї)
Лаупахоехое (англ. Laupāhoehoe) — переписна місцевість (CDP) в США, в окрузі Гаваї штату Гаваї. Населення — 1147 осіб (2020).

## Географія
Лаупахоехое розташований за координатами 19°58′34″ пн. ш. 155°14′15″ зх. д. / 19.97611° пн. ш. 155.23750° зх. д. (19.976162, -155.237454).  За даними Бюро перепису населення США в 2010 році переписна місцевість мала площу 6,16 км², з яких 5,50 км² — суходіл та 0,66 км² — водойми.

## Демографія
Згідно з переписом 2010 року, у переписній місцевості мешкала 581 особа в 214 домогосподарствах у складі 154 родин. Густота населення становила 94 особи/км².  Було 243 помешкання (39/км²).
Расовий склад населення:
| - 36,5 % — білих - 24,4 % — азіатів - 4,8 % — вихідців з тихоокеанських островів - 0,3 % — чорних або афроамериканців - 0,2 % — корінних американців |

До двох чи більше рас належало 32,9 %. Частка іспаномовних становила 18,6 % від усіх жителів.
За віковим діапазоном населення розподілялося таким чином: 23,9 % — особи молодші 18 років, 59,1 % — особи у віці 18—64 років, 17,0 % — особи у віці 65 років та старші. Медіана віку мешканця становила 44,6 року. На 100 осіб жіночої статі у переписній місцевості припадало 105,3 чоловіків;  на 100 жінок у віці від 18 років та старших — 105,6 чоловіків також старших 18 років.
Середній дохід на одне домашнє господарство  становив 68 071 долар США (медіана — 55 417), а середній дохід на одну сім'ю — 84 745 доларів (медіана — 61 250). Медіана доходів становила 50 982 долари для чоловіків та 44 779 доларів для жінок. За межею бідності перебувало 3,6 % осіб, у тому числі 1,3 % дітей у віці до 18 років та 2,1 % осіб у віці 65 років та старших.
Цивільне працевлаштоване населення становило 202 особи. Основні галузі зайнятості: мистецтво, розваги та відпочинок — 28,2 %, освіта, охорона здоров'я та соціальна допомога — 17,3 %, науковці, спеціалісти, менеджери — 14,4 %.